# Samuel C. C. Ting
Samuel Chao Chung Ting (丁肇中 pinyin: Dīng Zhàozhōng; Wade-Giles: Ting Chao-chung) (27 de enero de 1936) es un físico estadounidense, nacido de emigrantes chinos en Ann Arbor, Míchigan, quien recibió el Premio Nobel de Física en 1976 por el descubrimiento en el acelerador AGS del Laboratorio Nacional de Brookhaven de una partícula subatómica a la que llamó «J». Casi a la vez se produjo el descubrimiento independiente del equipo de Burton Richter en SLAC, que también recibió el Nobel el mismo año. El anuncio simultáneo del descubrimiento de la partícula a la que hoy se llama J/ψ por parte de ambos equipos el 11 de noviembre de 1974 dio lugar a la llamada «revolución de noviembre» en la física de partículas, que culminó con la aceptación generalizada de la realidad de los quarks.
Tras este descubrimiento, Ting se trasladó a DESY, en Hamburgo, y más tarde dirigió el experimento L3 del acelerador LEP en el CERN. Hoy es el investigador principal del experimento AMS, un detector de partículas alojado en la estación espacial internacional (EEI).